# Свята Південно-Африканської Республіки
Список національних свят Південно-Африканської Республіки:
| Дата                      | Українська назва          |
| ------------------------- | ------------------------- |
| 1 січня                   | Новий рік                 |
| 21 березня                | День прав людини          |
| П'ятниця перед Великднем  | Страсна п'ятниця          |
| Понеділок після Великодня | День сім'ї                |
| 27 квітня                 | День Незалежності ПАР     |
| 1 травня                  | День трудящих             |
| 16 червня                 | День молоді               |
| 9 серпня                  | Національний Жіночий День |
| 24 вересня                | День спадщини             |
| 16 грудня                 | День примирення           |
| 25 грудня                 | Різдво                    |
| 26 грудня                 | День подарунків           |

Законодавчий акт (No 36, 1994) визначає, що якщо національне свято припадає на неділю, то наступний за ним понеділок вважається святковим і вихідним.